# 智城城址
智城遗址，位于广西壮族自治区南宁市上林县。曾是唐代澄州的州址，距今已有一千三百多年的历史。包括两部分：覃排乡爱长村石俭屯西北方向450米处的智城垌古城；澄泰乡洋渡村石牛山六合坚固大宅颂碑。为全国重点文物保护单位。

## 智城垌古城
智城古城建于公元634年至682年，分内城和外城。面积6.19公顷。古城依山体为城垣，利用山间谷地的不同走向分为内和外城，城外建有池塘，与河水相通。现存城墙四道，城池三张，水井一口。包括一些地面遗物，如石臼、石马槽、石磙、石碾，以及少量陶瓷器、砖、瓦残片，原百越地区传统的干栏式建筑遗址。外城有武周时期的摩崖石刻《廖州刺史韦敬辨智城碑》。 

## 六合坚固大宅颂碑
澄泰乡洋渡村石牛山的六合坚固大宅颂碑为最早的方块壮字文物。对研究早期壮族与汉族的文化交流有重要意义。

## 相關
- 六合坚固大宅颂碑
- 智城碑
- 上林县召开唐城唐碑挖掘工作会议